# 仁村乡 (镇巴县)
仁村乡是中国陕西省汉中市镇巴县下辖的一个乡，2011年改仁村镇。

## 行政区划
仁村乡下辖以下行政区：
东院村、兴隆村、洋鱼塘村、庄房村、回龙村。